# Каменецкий, Мартин
Мартин Каменецкий (пол. Marcin Kamieniecki; ? — 15 марта 1530) — гетман польный коронный 1520—1528, королевский дворянин (с 1508 г.), каштелян львовский (с 1512 г.), подкоморий саноцкий (1520—1528), воевода подольский (1515—1530), польный гетман коронный (1520—1528).

## Биография
Сын каштеляна саноцкого Генриха Каменецкого (1430—1488) и Катарины из Пенежков. Имел братьев: Николая, Генриха, Станислава, Клеменса, Мартина и трех сестер.
Служил в чине ротмистра в польских отрядах, охранявших юго-восточные границы. В 1508 г. во время русско-литовской войны (1507—1508 гг.) Мартин Каменецкий в лагере под Смоленском был назначен подкоморием саноцким. В 1509 г. участвовал в военном походе своего брата, великого гетмана коронного Николая Каменецкого в Буковину против молдавского господаря Богдана Слепого. В апреле 1512 г. Мартин Каменецкий участвовал и отличился в битве с крымскими татарами под Лопушном, где литовско-польской армией командовали Константин Острожский и Николай Каменецкий. За свои заслуги получил поздравительный лист от польского короля и великого князя литовского Сигизмунда Старого. В 1516 г. воевода подольский Мартин Каменецкий вместе со Станиславом Лянцкоронским и Яном Творовским разгромил крымско-татарские «чамбулы» между Теребовлей и Подгайцами. В 1519 г. после поражения литовско-польского войска под командованием Константина Острожского и Станислава Ходецкого в битве с татарами под Сокалем Мартин Каменецкий был назначен командующим на южной польской границе, расставил отряды между Бужском и Заложцами. С 17 апреля 1520 г. в качестве польного гетмана коронного Мартин Каменецкий возглавил оборону южных границ в Подолии и на Руси. За военные заслуги Мартин Каменецкий получил во владение от польского короля Сигизмунда Старого имения в Русском и Подольском воеводствах. В 1516 г. Мартин Каменецкий основал собственный замок в Заложцах. С апреля 1520 г. Мартин Каменецкий, назначенный польным гетманом коронным, руководил обороной южных границ Польского королевства.
Умер в Кракове и похоронен на Вавеле.

## Семья
- Жена — Ядвига Сененская из Олесько, дочь Петра Сененского и Екатерины Бучацкой.
- Дочь — Барбара Каменецкая, жена надворного подкомория Николая Мнишка
- Дочь — Елизавета Каменецкая, жена Бернарда Мацеевского
- Сын — Иван (Ян) Каменецкий (1524—1560), ротмистр Обороны поточной